# IC 5192
IC 5192 — галактика типу S (спіральна галактика) у сузір'ї Ящірка.
Цей об'єкт міститься в оригінальній редакції індексного каталогу.